# Chaenorhinum crassifolium
Chaenorhinum crassifolium är en grobladsväxtart. Chaenorhinum crassifolium ingår i släktet småsporrar, och familjen grobladsväxter.

## Underarter
Arten delas in i följande underarter:
- C. c. cadevallii
- C. c. crassifolium
- C. c. pityusicum